# Lijst van vliegtuigtypen (C-D)
Dit is een lijst van vliegtuigtypen die beginnen met een letter in de reeks van C - D.

## C

### Call Aircraft Company
- CallAir S-1
- CallAir A
- CallAir A-2
- CallAir A-3
- CallAir A-4
- CallAir A-5
- CallAir A-6
- CallAir A-7
- CallAir A-9

### Campini-Caproni
- Campini Caproni CC.2

### CAMS
- C.A.M.S. 37
- C.A.M.S. 55.10

### Canadair
- Canadair CC-106 Yukon
- Canadair CC-109 Cosmopolitain
- Canadair CC-144 Challenger
- Canadair CF-116 Freedom Fighter
- Canadair CP-107 Argus
- Canadair CX-84 Dynavert
- Canadair Challenger 600
- Canadair Challenger 601
- Canadair Challenger 604
- Canadair CL-44
- Canadair CL-215
- Canadair CL-415
- Canadair Regional Jet CRJ-100
- Canadair Regional Jet CRJ-200
- Canadair Regional Jet CRJ-700
- Canadair Sabre
- Canadair XT-142

### Cansa
- Cansa C.6 Falchetto

### Çapar/Söylem
- Cosy Classic

### CAP Aviation
- CAP Aviation CAP-10
- CAP Aviation CAP-20
- CAP Aviation CAP-21
- CAP Aviation CAP-230
- CAP Aviation CAP-231
- CAP Aviation CAP-232

### Caproni
- Caproni Ca.1
- Caproni Ca.2
- Caproni Ca.3
- Caproni Ca.4
- Caproni Ca.5
- Caproni Ca.21 glider
- Caproni Ca.30
- Caproni Ca.31
- Caproni Ca.32
- Caproni Ca.33
- Caproni Ca.34
- Caproni Ca.35
- Caproni Ca.36
- Caproni Ca.37
- Caproni Ca.39
- Caproni Ca.40
- Caproni Ca.41
- Caproni Ca.42
- Caproni Ca.43
- Caproni Ca.44
- Caproni Ca.45
- Caproni Ca.46
- Caproni Ca.47
- Caproni Ca.48
- Caproni Ca.50
- Caproni Ca.51
- Caproni Ca.52
- Caproni Ca.56
- Caproni Ca.57
- Caproni Ca.58
- Caproni Ca.59

### Carter Aviation Technologies
- CarterCopter

### CASA
- CASA C-101 Aviojet
- CASA C212 Aviocar
- CASA CN235
- CASA C-295
- CASA 2.111
- CASA 207 Azor

### Caudron
- Caudron C.272
- Caudron C.400
- Caudron C.600
- Caudron C.630
- Caudron C.635 Simoun
- Caudron C.714
- Caudron C.800
- Caudron Jn.760 Cyclone
- Caudron G II
- Caudron III
- Caudron IV

### Cessna
- Cessna 120
- Cessna 140
- Cessna 150
- Cessna 152 Trainer/Commuter/Aerobat
- Cessna 170
- Cessna 172 Skyhawk
- Cessna 175 Skylark
- Cessna 177 Cardinal
- Cessna 180 Skywagon
- Cessna 182 Skylane
- Cessna 185 Skywagon
- Cessna 188 Agwagon
- Cessna 195
- Cessna 205
- Cessna 206 Super Skywagon
- Cessna 207
- Cessna 208 Caravan I/Grand Caravan/Cargomaster
- Cessna 210 Centurion
- Cessna 303 Crusader
- Cessna 310
- Cessna 320
- Cessna 335
- Cessna 336 Skymaster
- Cessna 337 Skymaster
- Cessna 340
- Cessna 401
- Cessna 402
- Cessna 404 Titan
- Cessna 411
- Cessna 414
- Cessna 421
- Cessna 441 Conquest
- Cessna 500 Citation
- Cessna 501 Citation II
- Cessna 560 Citation V
- Cessna 680 Citation Sovereign
- Cessna A-37 Dragonfly
- Cessna Bravo
- Cessna C-16
- Cessna C-28
- Cessna C-35
- Cessna C-77
- Cessna C-78 Bobcat
- Cessna C-94
- Cessna C-106
- Cessna C-126
- Cessna Caravan
- Cessna Citation II
- Cessna Citation III
- Cessna Citation VI
- Cessna Citation VII
- Cessna Citation X
- Cessna CitationJet
- Cessna Citation Bravo
- Cessna Citation CJ1
- Cessna Citation CJ2
- Cessna Citation CJ3
- Cessna Citation Encore
- Cessna Citation Excel
- Cessna Citation Mustang
- Cessna Citation Sovereign
- Cessna CO-119 Bird Dog
- Cessna Conquest
- Cessna Corsair
- Cessna Crane
- Cessna Clipper
- Cessna O-1 Bird Dog
- Cessna O-2 Skymaster
- Cessna T-37
- Cessna T-41 Mescalero
- Cessna U-3 Blue Canoe

### Cessna-Reims
- Cessna-Reims 337 Skymaster
- Cessna-Reims F406 Caravan

### Chalard
- Chalard Julcar

### Champion
- Champion 402 Lancer
- Champion 7GC Sky-Trac
- Champion 8 Decathlon
- Champion Olympia
- Champion Traveler

### Citroen-Marchetti
- Citroen-Marchetti Re.2

### Chance Vought
- Chance Vought A-7 Corsair II
- Chance Vought F4U Corsair
- Chance Vought F6U Pirate
- Chance Vought F7U Cutlass
- Chance Vought F-8 Crusader
- Chance Vought XC-142
- Chance Vought XF5U

### Chengdu
- Chengdu J-7
- Chengdu J-9
- Chengdu J-10
- Chengdu J-20

### Chichester-Miles
- Chichester-Miles Leopard

### Cirrus Design
- Cirrus SR20
- Cirrus SR21
- Cirrus SR22 en SR22G-2

### Coanda
- Coanda-1910

### Cody V
- Cody V

### Columbia Aircraft
- Columbia 300
- Columbia 350
- Columbia 400

### Columbia Aircraft Company
- Columbia XJL-1

### Commonwealth Aircraft Corporation
- CA-17 Mustang 20
- CAC Avon Sabre
- CAC Boomerang CA-12
- CAC Wackett
- CAC Winjeel
- CAC Wirraway

### Comper Aircraft Company
- Comper Kite
- Comper Mouse
- Comper Streak
- Comper Swift

### Conair
- Conair Firecat

### Consolidated Aircraft
- Consolidated A-11
- Consolidated A-44
- Consolidated B-24 Liberator
- Consolidated B-32 Dominator
- Consolidated B-41 Liberator
- Consolidated B-46
- Consolidated BY Fleetster
- Consolidated B2Y
- Consolidated C-11 Fleetster
- Consolidated C-22 Fleetster
- Consolidated C-87 Liberator Express
- Consolidated C-109 Liberator
- Consolidated Canso
- Consolidated Courier
- Consolidated CXP-28
- Consolidated P-30
- Consolidated PT-11
- Consolidated PY
- Consolidated P2Y
- Consolidated P3Y
- Consolidated P4Y Privateer
- Consolidated P5Y
- Consolidated PBY Catalina
- Consolidated PB2Y Coronado
- Consolidated PB3Y
- Consolidated PB4Y-2 Privateer
- Consolidated TBY Sea Wolf
- Consolidated XP-27
- Consolidated XP-33
- Consolidated XP-33
- Consolidated Y1P-25
- Consolidated YP-27
- Consolidated YP-28

### Convair
- Convair Model 37
- Convair 240
- Convair 340
- Convair 440
- Convair 540
- Convair 580
- Convair 660
- Convair 880
- Convair 990
- Convair B-36
- Convair B-58 Hustler
- Convair B-53
- Convair C-131 Samaritan
- Convair F-7 Sea Dart
- Convair F-102 Delta Dagger
- Convair F-106 Delta Dart
- Convair FY Pogo
- Convair F2Y Sea Dart
- Convair R3Y Tradewind
- Convair RC-131 Samaritan
- Convair T-29
- Convair X-12
- Convair X-6
- Convair XC-99
- Convair XF-92
- Convair XP-81
- Convair YB-60

### Corben
- Corben Baby Ace
- Corben Junior Ace
- Corben Super Ace

### CUB
- CUB Prospector
- CUB Cub

### Curtiss
- Curtiss 75 Hawk
- Curtiss A-3 Falcon
- Curtiss A-4 Falcon
- Curtiss A-5 Falcon
- Curtiss A-6 Falcon
- Curtiss A-8 Shrike
- Curtiss A-12 Shrike
- Curtiss A-14 Shrike
- Curtiss A-18 Shrike
- Curtiss A-25 Shrike
- Curtiss A-40
- Curtiss A-43 Blackhawk
- Curtiss B-2 Condor
- Curtiss BFC Goshawk
- Curtiss BF2C Goshawk
- Curtiss BTC
- Curtiss BT2C
- Curtiss C-10 Robin
- Curtiss C-30 Condor
- Curtiss C-46 Commando
- Curtiss C-55 Commando
- Curtiss C-76 Caravan
- Curtiss C-113 Commando
- Curtiss C-143
- Curtiss CR
- Curtiss Canuck
- Curtiss Cleveland
- Curtiss Falcon
- Curtiss FC
- Curtiss F2C
- Curtiss F3C
- Curtiss F4C
- Curtiss F6C Hawk
- Curtiss F7C Seahawk
- Curtiss F8C Falcon
- Curtiss F9C Sparrowhawk
- Curtiss F10C Helldiver
- Curtiss F11C Goshawk
- Curtiss F12C
- Curtiss F13C
- Curtiss F14C
- Curtiss F15C
- Curtiss H12
- Curtiss H16
- Curtiss HS2L
- Curtiss JN Jenny
- Curtiss JN3
- Curtiss JN4
- Curtiss Kittyhawk
- Curtiss Mohawk
- Curtiss NC Nancy
- Curtiss O-1 Falcon
- Curtiss P-1 Hawk
- Curtiss P-2 Hawk
- Curtiss P-3 Hawk
- Curtiss P-5 Superhawk
- Curtiss P-6 Hawk
- Curtiss PW-8
- Curtiss P-11 Hawk
- Curtiss P-36 Hawk
- Curtiss P-40 Warhawk
- Curtiss P-60
- Curtiss R-6
- Curtiss R3C
- Curtiss SC Seahawk
- Curtiss SBC
- Curtiss SB2C Helldiver
- Curtiss Seamew
- Curtiss SOC Seagull
- Curtiss SOC-2
- Curtiss SOC-3
- Curtiss SOC-4
- Curtiss Tomahawk
- Curtiss XF-87 Blackhawk
- Curtiss XP-10
- Curtiss XP-14
- Curtiss XP-17
- Curtiss XP-18
- Curtiss XP-19
- Curtiss XP-21
- Curtiss XP-22 Hawk
- Curtiss XP-23 Hawk
- Curtiss XP-31
- Curtiss XP-37
- Curtiss XP-42
- Curtiss XP-46
- Curtiss XP-53
- Curtiss XP-55 Ascender
- Curtiss XP-62
- Curtiss XP-71
- Curtiss YA-10 Shrike
- Curtiss YP-20 Hawk
- Curtiss XP-60

### Curtiss-Reid
- Curtiss-Reid Rambler

### Curtiss-Wright
- Curtiss-Wright AT-9 Jeep
- Curtiss-Wright Model 21 Demon
- Curtiss-Wright SNC Falcon
- Curtiss-Wright X-19
- Curtiss-Wright XF-87 Blackhawk

### Czech Aircraft Works
- CZAW Memroid
- CZAW Parrot
- CZAW SportCruiser
- Zenith STOL CH701

## D

### Daimler
- Daimler L.6

### DAR
- DAR U-1 (Uzunov-1)
- DAR-1 Peperuda
- DAR-2
- DAR-3 Garvan
- DAR-5 Brambar
- DAR-6
- DAR-7 SS.1
- DAR-8 Slavey
- DAR-9 Siniger
- DAR-10A Bekas

### Dassault Aviation
- Dassault Breguet CC-117 Falcon
- Dassault Breguet Dornier Alpha Jet
- Dassault Barougan
- Dassault Étendard II
- Dassault Étendard IV
- Dassault Falcon 7x
- Dassault Falcon 10
- Dassault Falcon 20
- Dassault Falcon 50
- Dassault Falcon 100
- Dassault Falcon 200
- Dassault Falcon 900
- Dassault Falcon 2000
- Dassault Falcon Cargo Jet
- Dassault Falcon Guardian
- Dassault MD 311
- Dassault MD 312
- Dassault MD 315 Flamant
- Dassault MD 320 Hirondelle
- Dassault MD 410 Spirale
- Dassault MD 415 Communauté
- Dassault MD 450 Ouragan
- Dassault Mercure
- Dassault Milan
- Dassault Mirage III
- Dassault Mirage III-V
- Dassault Mirage 5
- Dassault Mirage 50
- Dassault Mirage IV
- Dassault Mirage 2000
- Dassault Mirage 4000
- Dassault Mirage F1
- Dassault Mirage G
- Dassault Mystere IV
- Dassault Neuron
- Dassault Rafale
- Dassault Super Etendard
- Dassault Super Mystere

### Dätwyler
- MD 3-160 Swisstrainer

### de Havilland
- de Havilland Chipmunk
- de Havilland DH.104 Devon
- de Havilland DH.1
- de Havilland DH.2
- de Havilland DH.4
- de Havilland DH.5
- de Havilland DH.6
- de Havilland DH.9
- de Havilland DH.10
- de Havilland DH.11 Oxford
- de Havilland DH.15 Gazelle
- de Havilland DH.16
- de Havilland DH.50
- de Havilland DH.53 Hummingbird
- de Havilland DH.60 Moth
- de Havilland DH.61 Giant Moth
- de Havilland DH.75 Hawk Moth
- de Havilland DH.80 Puss Moth
- de Havilland DH.82 Tiger Moth
- de Havilland DH.83 Fox Moth
- de Havilland DH.85 Leopard Moth
- de Havilland DH.86 Express
- de Havilland DH.87 Hornet Moth
- de Havilland DH.88 Comet
- de Havilland DH.89 Dragon Rapide
- de Havilland DH.90 Dragonfly
- de Havilland DH.93 Don
- de Havilland DH.94 Moth Minor
- de Havilland DH.95 Flamingo
- de Havilland DH.98 Mosquito
- de Havilland DH.100 Sea Vampire
- de Havilland DH.103 Heron
- de Havilland DH.103 Hornet
- de Havilland DH.104 Dove
- de Havilland DH.106 Comet
- de Havilland DH.110 Sea Vixen
- de Havilland DH.112 Sea Venom
- de Havilland Dominie
- de Havilland Dragon
- de Havilland E-9
- de Havilland Genet Moth
- de Havilland Gipsy Moth
- de Havilland Moth Major
- de Havilland Queen Bee
- de Havilland Sea Hornet
- de Havilland Vampire FB Mk-5
- de Havilland Venom NF
- de Havilland Venom FB, MK-1

### de Havilland Canada
- de Havilland Canada C-7 Caribou
- de Havilland Canada C-8 Buffalo
- de Havilland Canada CC-108 Caribou
- de Havilland Canada CC-115 Buffalo
- de Havilland Canada CC-132 Dash 7
- de Havilland Canada CC-138 Twin Otter
- de Havilland Canada CSR-123 Otter
- de Havilland Canada CT-120 Chipmunk
- de Havilland Canada DHC-1 Chipmunk
- de Havilland Canada DHC-2 Beaver
- de Havilland Canada DHC-3 Otter
- de Havilland Canada DHC-4 Caribou
- de Havilland Canada DHC-5 Buffalo
- de Havilland Canada DHC-6 Twin Otter
- de Havilland Canada Dash 7
- de Havilland Canada Dash 8

### Denel Aviation
- Denel Aviation AH-2 Rooivalk

### Denel Aerospace Systems
- Denel Aerospace Systems Bateleur

### Deperdussin
- Deperdussin Monoplane

### Dewoitine
- D-1
- D-19
- D-26
- D-27
- Dewoitine D.510
- Dewoitine D.520
- Dewoitine D.530
- Dewoitine D.770

### DFS
- DFS 194
- DFS 228
- DFS 230
- DFS 331
- DFS 332
- DFS 346
- DFS 39
- DFS 40
- DFS Mo 6
- DFW C.V

### Diamond Aircraft
- D-JET
- DA20
- DA42 Twin Star
- DA40 Diamond Star
- HK36 Super Dimona

### Difoga
- Difoga 421

### Dijkman Dulkes
- Dijkman Dulkes FB-25 Bravo
- Dijkhaster
- Dijkhastar III
- Dijkhastar IV

### DG Flugzeugbau GmbH
- DG-100, 101, 100G, 101G
- DG-200, 202, 200/17
- DG-300, 303
- DG-400
- DG-500, M, 505, 505MB
- DG-600, 600/18, 600M, 600/18 M
- DG-800, A, B, LA, S en M, 808, 808M
- DG-1000 S

### Doak
- VZ-4

### Dornier
- Dornier 27
- Dornier 28
- Dornier Do 10
- Dornier Do 11
- Dornier Do 12 Libelle
- Dornier Do 13
- Dornier Do 14
- Dornier Do 15 Wal
- Dornier Do 17
- Dornier Do 18
- Dornier Do 19
- Dornier Do 22
- Dornier Do 23
- Dornier Do 24
- Dornier Do 25
- Dornier Do 26
- Dornier Do 27
- Dornier Do 28
- Dornier Do 29
- Dornier Do 31
- Dornier Do 32
- Dornier Do 34
- Dornier Do 128
- Dornier Do 212
- Dornier Do 214
- Dornier Do 215
- Dornier Do 217
- Dornier Do 228
- Dornier Do 317
- Dornier Do 328 Jet
- Dornier Do 328 turboprop
- Dornier Do 335 Pfeil
- Dornier Do 435
- Dornier Do 635
- Dornier Do A
- Dornier Do C2
- Dornier Do C3
- Dornier Do DS-10
- Dornier Do F
- Dornier Do N
- Dornier Do J
- Dornier Do R
- Dornier Do-X
- Dornier Do Y

### Douglas Aircraft Corporation
- Douglas A-1 Skyraider
- Douglas XA-2
- Douglas A-3 Skywarrior
- Douglas A-4 Skyhawk
- Douglas A-20 Havoc
- Douglas A-24 Dauntless
- Douglas A-26 Invader
- Douglas A-42 Mixmaster
- Douglas AC-47 Spooky
- Douglas AC-54 Skymaster
- Douglas AD Skyraider
- Douglas A2D Skyshark
- Douglas A3D Skywarrior
- Douglas Y1B-7
- Douglas YB-11
- Douglas B-18 Bolo
- Douglas B-23 Dragon
- Douglas B-66 Destroyer
- Douglas Boston
- Douglas BTD Destroyer
- Douglas C-1 Milirole
- Douglas C-9 Skytrain II
- Douglas C-21 Dolphin
- Douglas C-24
- Douglas C-26 Dolphin
- Douglas C-29 Dolphin
- Douglas C-32
- Douglas C-33
- Douglas C-34
- Douglas C-38
- Douglas C-39
- Douglas C-41
- Douglas C-42
- Douglas C-47 Dakota "Skytrain"
- Douglas C-48
- Douglas C-49
- Douglas C-50
- Douglas C-51
- Douglas C-52
- Douglas C-53 Skytrooper
- Douglas C-54 Skymaster
- Douglas C-58 Bolo
- Douglas C-67 Dragoon
- Douglas C-68
- Douglas C-74 Globemaster
- Douglas C-84
- Douglas C-110
- Douglas C-112 Liftmaster
- Douglas C-114 Skymaster
- Douglas C-115 Skymaster
- Douglas C-116 Skymaster
- Douglas C-117 Super Dakota
- Douglas C-118 Liftmaster
- Douglas C-124 Globemaster II
- Douglas C-129 Super Dakota
- Douglas C-132
- Douglas C-133 Cargomaster
- Douglas CC-129 Dakota
- Douglas DC-1
- Douglas DC-2
- Douglas DC-3
- Douglas DC-4
- Douglas DC-5
- Douglas DC-6
- Douglas DC-7
- Douglas DC-8
- Douglas DC-9
- Douglas DC-10
- Douglas Digby
- Douglas DT
- Douglas DWC World Cruiser
- Douglas F-6 Skyray
- Douglas F-10 Skyknight
- Douglas FD
- Douglas F3D Skyknight
- Douglas F4D Skyray
- Douglas F5D Skylancer
- Douglas F6D Missileer
- Douglas M-1
- Douglas O-2
- Douglas O-31
- Douglas O-43
- Douglas O-46
- Douglas P-70 Nighthawk
- Douglas SBD Dauntless
- Douglas D558-I Skystreak
- Douglas D558-II Skyrocket
- Douglas T2D
- Douglas TBD-1 Devastator
- Douglas TB2D Skypirate
- Douglas X-3 Stiletto
- Douglas XB-19
- Douglas XB-31
- Douglas XB-42 Mixmaster
- Douglas XB-43 Jetmaster
- Douglas XP-48